# 391 Ingeborg
391 Ingeborg (provisorisk beteckning: 1894 BE) är en asteroid som korsar planeten Mars omloppsbana. Den upptäcktes 1 november 1894 av den tyske astronomen Max Wolf vid observatoriet i Heidelberg.
Ursprunget till asteroidens namn är okänt.